# Nusmir Fajić
Nusmir Fajić (sinh ngày 12 tháng 1 năm 1987) là một cầu thủ bóng đá Bosna và Hercegovina thi đấu cho Krupa.

## Danh hiệu
Maribor
- Slovenian First League: 2012–13, 2013–14
- Siêu cúp bóng đá Slovenia: 2013, 2014